# ياب ويسليس
ياب ويسليس (بالهولندية: Jaap Wessels)‏ هو رياضياتي هولندي، ولد في 19 يناير 1939 في أمستردام في هولندا، وتوفي في 30 يوليو 2009 في فيلدهوفن في هولندا.